# Anton Breinl

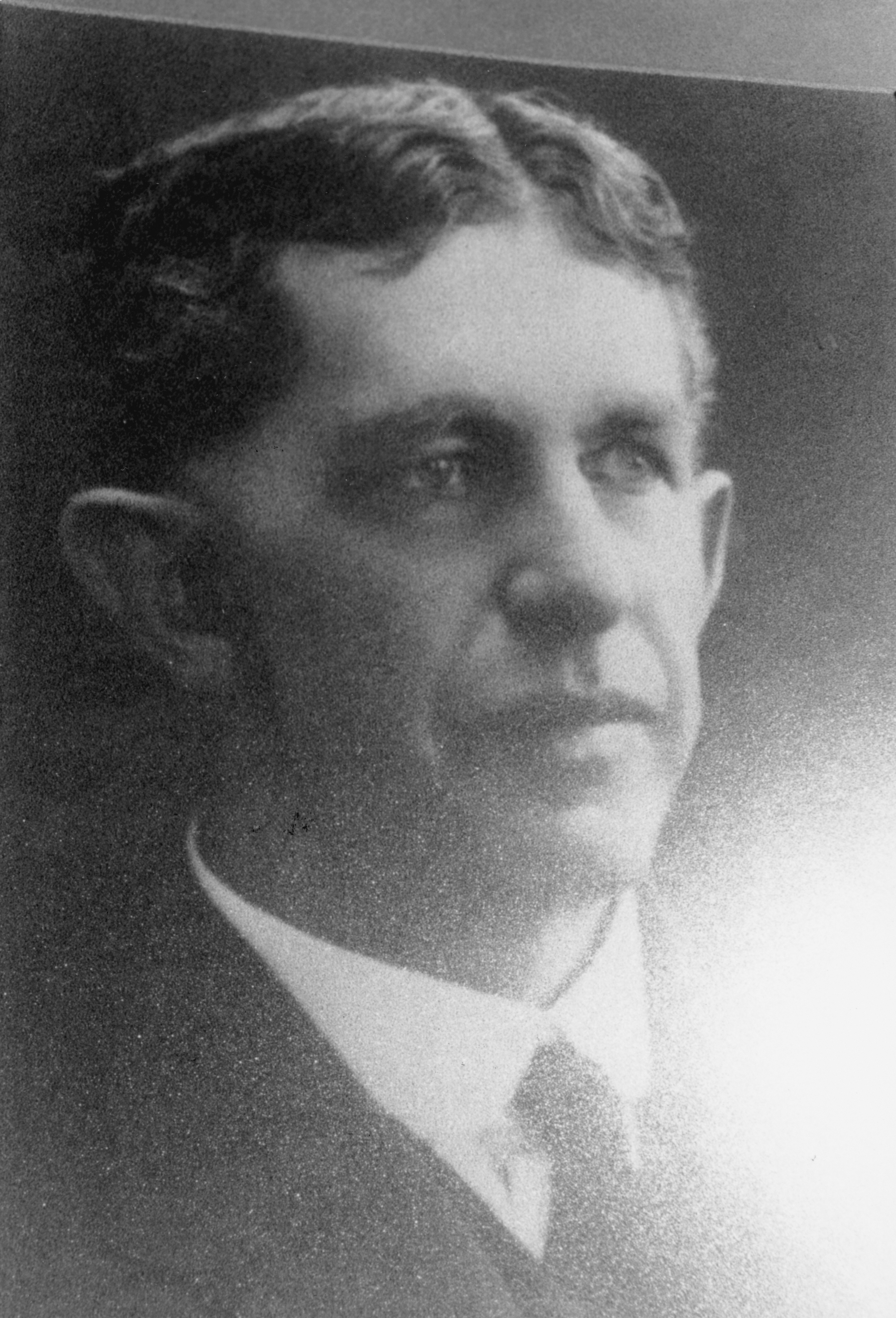
Anton Breinl

Anton Breinl (* 2. Juli 1880 in Wien; † 28. Juni 1944 in Sydney) war ein australischer Tropenmediziner. Er war Spezialist auf dem Gebiet der Protozoenerkrankungen und von 1909 bis 1920 erster Leiter des nach ihm benannten australischen Tropeninstituts in Townsville.